# Кильское восстание 1918 года
Кильское восстание 1918 года — восстание матросов германского флота в Киле в ноябре 1918 года, разросшееся от бунта на отдельных судах императорского флота Германии, находившегося на якорной стоянке возле Вильгельмсхафена, до Ноябрьской революции, приведшей к падению монархии в Германии.
Уже к 1917 году на германском флоте, на больших военных кораблях была замечена антимилитаристская агитация. 
Непосредственно восстанию предшествовала инструкция адмирала Шеера от 24 октября 1918, по которой германскому морскому флоту открытого моря предписывалось вести «последнюю решающую битву» против британского флота. Хотя формально план предполагал очередную попытку заманить британский флот в ловушку (в засаду предварительно развернутых субмарин), на практике, попытка действовать против многократно превосходящего как численно, так и технически британского флота, усиленного американскими кораблями, была бы явно самоубийственна и преследовала цель только «спасти честь германского флота». И это несмотря на то, что новое правительство под руководством принца Макса фон Бадена в ходе месячного перемирия уже зондировало почву для заключения мира со странами Антанты.
Перед планируемым боем германский флот встал на якорную стоянку возле Вильгельмсхафена. Здесь, в ночь с 29 на 30 октября 1918 года, часть экипажей линкоров «Тюрингия» и «Гельголанд» отказались выполнять боевой приказ, объясняя это тем, что это бессмысленно и приказ даже противоречит курсу на мирные переговоры с противником, взятому германским правительством. Сохранившие верность присяге команды кораблей навели орудия на мятежников и заставили их 1 ноября вернуться в порт приписки Киль. Более тысячи матросов было арестовано.
1 ноября суда с арестованными мятежниками на борту пришли в Киль. Однако, так как большинство матросов сочувствовали восставшим, большинство из них воспользовались увольнительной на берег для обсуждения путей освобождения восставших в здании Кильского профсоюза. Было налажено взаимодействие с представителями профсоюзов города, членами СДПГ и Независимой СДПГ. Полиция разогнала собравшихся, но на митинге 2 ноября 1918 года было принято решение собрать на следующий день большую демонстрацию в поддержку заключённых моряков.
3 ноября 1918 года мирная демонстрация матросов, требовавших освобождения своих товарищей, и примкнувших к ним рабочих Киля, требовавших «хлеба и мира», была расстреляна военным патрулем. Было убито 9 и ранено 29 человек. В ответ один из матросов застрелил лейтенанта, командовавшего патрулем. Солдат разоружили.
Губернатор балтийских портов адмирал Сушон приказал срочно вызвать в Киль верные кайзеру войска, чтобы с их помощью подавить восстание. Но пехотные части, посланные в Киль, также перешли на сторону восставших матросов. 
К вечеру 4 ноября восставшие разбили правительственные войска и весь Киль был в их руках. Матросы избрали первый в ходе революции 1918—1919 гг. Совет рабочих и солдатских депутатов под руководством Карла Артельта, старшего кочегара третьего дивизиона миноносцев. На всех кораблях, кроме одного, ушедшего в море, были подняты красные флаги. Арестованные матросы были освобождены. Единственной жертвой в тот день стал капитан линкора «Кёниг» Венигер, пытавшийся помешать поднять на мачте красный флаг и за это застреленный. 
Представители судовых команд и матросов составили в казармах на берегу «14 кильских пунктов», которые гласили:
1. освобождение всех арестованных и политических заключённых;
2. полная свобода слова и печати;
3. отмена почтовой цензуры;
4. надлежащее обращение начальства с командой;
5. возвращение всех товарищей на корабли и в казармы без наказания;
6. запрет на выход флота в море при любых обстоятельствах;
7. запрет на действия по защите, связанные с кровопролитием;
8. вывод всех войск, не входящих в состав гарнизона;
9. все меры защиты частной собственности устанавливаются непосредственно советом солдатских депутатов;
10. вне вахты нет начальников;
11. неограниченная личная свобода для каждого после окончания вахты и до заступления на следующую;
12. мы приветствуем в наших рядах всех офицеров, заявивших о согласии с действиями совета солдатских депутатов;
13. каждый член совета солдатских депутатов освобождается от несения вахты;
14. в дальнейшем все меры принимаются только с согласия совета солдатских депутатов.

«14 пунктов» были приняты 5 ноября 1918 года.
Подавление восстания правительство Макса Баденского поручило одному из правых лидеров социал-демократов — Густаву Носке. Ещё 4 ноября он прибыл в Киль для умиротворения восставших. Носке возглавляет движение по формированию Совета матросов. В течение нескольких последующих недель своими действиями он смог снизить влияние Совета в Киле, но ему так и не удалось предотвратить разрастание Революции на другие города и земли. Своим порывом и воодушевлением матросы подали сигнал к революционным действиям во всей Германской империи. Вместе с рабочими они взяли власть в Киле и по всему побережью. Германская революция берет у Русской революции лозунг: «Формируйте советы!» В течение нескольких следующих дней почти во всех немецких городах были созданы революционные Советы, призвавшие кайзера Вильгельма II отречься от престола.
После того как 9 ноября 1918 года началась революция и в Берлине, Карл Либкнехт и его соратники сразу стали добиваться создания там Красной гвардии, но правое крыло СДПГ отклонило эти планы. Многие матросы прибыли в Берлин. Они объединились в отряды под руководством Генриха Дорренбаха, Пауля Вичорека и Фрица Радке, чтобы оказать революционерам вооружённую поддержку. Так возникла Народная морская дивизия. Она не смогла заменить собою Красную гвардию, однако её создание было наибольшим воплощением планов Карла Либкнехта по созданию отрядов красной гвардии. Матросы захватили в те дни Военное министерство и Имперскую канцелярию, Управление военно-морским флотом, городскую комендатуру, здание Главного морского штаба, а также замок и конюшни.
О дальнейшем развитии событий см. Ноябрьская революция.